# Зимний шторм в Северной Америке (декабрь 2022)

Анимация зимнего шторма в США с 11 по 28 декабря 2022 года

Зимний шторм в Северной Америке (неофициально назван зимний «шторм Эллиотт»), — зимний шторм, затронувший бо́льшую часть Канады и США.
Национальная метеорологическая служба США назвала его «штормом, который случается раз в поколение». Шторм охватил территорию в 3200 км — от Техаса до Квебека.

## Метеорологическая история
Шторм начал формироваться 21 декабря 2022 года, усиливаясь над северными Великими равнинами и затрагивая также Скалистые горы и Средний Запад. На следующий день The Weather Channel сообщил, что он может превратиться в «бомбовый циклон». 23 декабря Национальная метеорологическая служба подтвердила, что в Цинциннати, штат Огайо, наблюдалась метель, при этом предупреждения не было.
В южной половине региона Ниагара, включая город Форт-Эри, 23 и 24 декабря бушевали метели, что привело к введению в регионе чрезвычайного положения. Многие автомобили застряли на дорогах, которые перестали расчищать снегоочистители.

## Подготовка
22 декабря 2022 года президент США Джо Байден обратился к населению с призывом отнестись к этому шторму «предельно серьёзно».
21 декабря губернатор Джорджии Брайан Кемп объявил чрезвычайное положение и предупредил общественность. 22 декабря губернатор Южной Дакоты Кристи Ноэм объявила чрезвычайное положение и задействовала национальную гвардию. К 22 декабря чрезвычайное положение было также объявлено в Колорадо, Коннектикуте, Канзасе, Кентукки, Мэриленде, Миссури, Северной Каролине, Нью-Йорке, Оклахоме, Западной Виргинии и Висконсине.
Министерство окружающей среды Канады выпустило предупреждение о снежной буре для значительной части юго-западного и средне-западного Онтарио (в частности, не включая Торонто и Большой Голден Хорсшу), а также юга региона Ниагара, районов к востоку от залива Джорджиан и восточной оконечности озера Онтарио, включая Кингстон. Предупреждения о зимнем шторме были выпущены для остальной части Южного Онтарио.

## Последствия
Предупреждения о погодных условиях затронули около 200 миллионов человек, когда холодные воздушные массы спустились с Северных равнин, из-за чего температура воздуха резко упала. Рождество 2022 года может стать самым холодным в США за последние три десятилетия. В прибрежных районах (Новой Англии, Нью-Йорке и Нью-Джерси) наблюдается подтопление береговой линии. В городе Буффало штата Нью-Йорк выпадет до 89 сантиметров осадков. Видимость из-за снегопада в городе практически нулевая. Метеорологи призывают местных жителей по возможности не выходить на улицу и отказаться от поездок на автомобиле.
В США в результате шторма погибли не менее 71 человека в 16 штатах США и одной канадской провинции. Многие погибшие скончались в результате несчастных случаев, связанных со штормом, включая автомобильные аварии и отравление выхлопами машин и обогревателей, которые использовались в помещении, чтобы согреться. Так, один из районов Техаса сообщил о более чем 300 случаях отравления выхлопами. В Северной Каролине снежная буря вызвала торнадо, от которого погибли три человека, а ещё 10 получили травмы. Четыре человека погибли в результате опрокидывания автобуса в канадской провинции Британская Колумбия, ещё 52 были госпитализированы. Причиной происшествия стало обледенение дороги.
В некоторых частях США наблюдаются перебои с электричеством, поскольку в результате погодных явлений обрушены линии электропередач. Согласно данным сайта PowerOutage.com, к ночи с 23 на 24 декабря перебои в подаче электроэнергии затронули более миллиона домохозяйств и предприятий. Губернатор Техаса Грег Эбботт запретил экспорт природного газа до 21 февраля и назвал ситуацию с отключениями электроэнергии недопустимой — в штате без электричества остались около двух миллионов человек. Он призвал расследовать действия техасской компании, отвечающей за местные энергосети, чтобы выяснить причины произошедшего. Он также заявил, что компанию нужно реформировать, а её руководители должны подать в отставку.
Производитель продуктов питания Tyson Foods приостановил работу на некоторых своих заводах из-за шторма. У многих служб доставки, включая Amazon, FedEx, UPS и USPS, были серьёзные задержки в узловых пунктах. В Южном Онтарио большинство школьных советов, в том числе на востоке Оттавы, закрыли школы на 23 декабря.
По данным сайта FlightAware.com, в США и в Канаде отменены тысячи рейсов. В частности, в США только 23 декабря отменили 5 700 рейсов внутри страны. Это произошло за день до Рождества — в это время аэропорты загружены. В Канаде национальный авиаперевозчик WestJet в тот же день отменил все авиарейсы в международном аэропорту Торонто — самой крупной и загруженной воздушной гавани страны. Всего (на 24 декабря) в аэропорту Торонто отменили более 30 % вылетающих и прибывающих в страну рейсов. Канадская железнодорожная компания VIA Rail столкнулась с проблемами, связанными с погодными условиями: 23 и 24 декабря девять поездов в коридоре Квебек-Сити — Виндзор были задержаны из-за падения деревьев и веток на рельсы или на сами поезда; пассажиры некоторых поездов застряли около Кобурга более чем на 18 часов. Во второй половине дня 24 декабря с рельсов сошёл грузовой поезд, что вынудило VIA Rail отменить все рейсы между Торонто, Оттавой и Монреалем. В Нью-Йоркской агломерации поезда столкнулись с задержками из-за наводнения. Железная дорога Лонг-Айленда была закрыта в обоих направлениях между Пенсильванским вокзалом и Лонг-Бич из-за внезапного наводнения.
Как говорится в сообщении Национальной метеорологической службы, «в некоторых районах пребывание на открытом воздухе может привести к обморожению за считанные секунды».

## Комментарии
1. ↑  В 16 штатах США и одной провинции Канады.
2. ↑  Американским телеканалом The Weather Channel[англ.][2].
3. ↑  4 в Британской Колумбии[16], 4 в Колорадо[17], 3 в Канзасе[18], 3 в Кентукки[19], 1 в Мэриленде[20], 1 в Мичигане[21], 1 в Миссури[22], 1 в Небраске[23], 34 в Нью-Йорке[24], 9 в Огайо[25][26], 3 в Оклахоме[27], 1 в Орегоне[28], 1 в Пенсильвании[29], 1 в Южной Дакоте[30], 1 в Теннесси[31], 1 в Вермонте[26], 2 в Висконсине[32][33].